# Amt Neustrelitz-Land
La comunità amministrativa di Neustrelitz-Land (Amt Neustrelitz-Land) si trova nel circondario della Seenplatte del Meclemburgo nel Meclemburgo-Pomerania Anteriore, in Germania.

## Suddivisione
Comprende i seguenti comuni (abitanti il 31 dicembre 2022):
1. Blankensee (1 632)
2. Blumenholz (768)
3. Carpin (836)
4. Godendorf (230)
5. Grünow (306)
6. Hohenzieritz (455)
7. Klein Vielen (636)
8. Kratzeburg (553)
9. Möllenbeck (738)
10. Userin (702)
11. Wokuhl-Dabelow (583)

Il capoluogo è Neustrelitz, esterna al territorio della comunità amministrativa.